# 179-й меридіан західної довготи
179-й меридіан західної довготи — лінія довготи, що лежить на 179 градусів західніше Гринвіцького меридіана. Вона проходить від Північного полюса через Північний Льодовитий океан, Азію, Тихий океан, Південний океан та Антарктиду до Південного полюса.
179-й меридіан західної довготи формує велике коло разом із 1-шим меридіаном східної довготи.

## Список географічних об'єктів, що перетинає 179° зх. д.
Починаючи на Північному полюсі та рухаючись до Південного полюса, 179-й меридіан західної довготи проходить через:
| Координати                                                   | Країна, територія або море | Примітки |
| ------------------------------------------------------------ | -------------------------- | --- |
| 90°0′ пн. ш. 179°0′ зх. д. / 90.000° пн. ш. 179.000° зх. д.  | Північний Льодовитий океан | |
| 71°36′ пн. ш. 179°0′ зх. д. / 71.600° пн. ш. 179.000° зх. д. | Росія                      | Проходить через острів Врангеля |
| 70°55′ пн. ш. 179°0′ зх. д. / 70.917° пн. ш. 179.000° зх. д. | Чукотське море             | |
| 68°47′ пн. ш. 179°0′ зх. д. / 68.783° пн. ш. 179.000° зх. д. | Росія                      | |
| 66°10′ пн. ш. 179°0′ зх. д. / 66.167° пн. ш. 179.000° зх. д. | Берингове море             | Проходить західніше острова Горілий, Аляска, США Проходить східніше острова Уналга, Аляска, США Проходить західніше острова Кавалга, Аляска, США Проходить західніше острова Улак, Аляска, США Проходить східніше острова Аматігнак, Аляска, США                                                                                 |
| 51°17′ пн. ш. 179°0′ зх. д. / 51.283° пн. ш. 179.000° зх. д. | Тихий океан                | Проходить східніше острова Келелеву[en], Фіджі |
| 17°10′ пд. ш. 179°0′ зх. д. / 17.167° пд. ш. 179.000° зх. д. | Фіджі                      | Проходить через острів Вануа-Мбалаву[en] |
| 17°12′ пд. ш. 179°0′ зх. д. / 17.200° пд. ш. 179.000° зх. д. | Тихий океан                | Проходить східніше острова Манго[en], Фіджі Проходить західніше острова Тувука[en], Фіджі Проходить східніше острова Наяу[en], Фіджі Проходить західніше острова Лакеба[en], Фіджі Проходить західніше острова Вуакава[en], Фіджі Проходить західніше острова Кабара[en], Фіджі Проходить західніше острова Оно-і-Лау[en], Фіджі |
| 60°0′ пд. ш. 179°0′ зх. д. / 60.000° пд. ш. 179.000° зх. д.  | Південний океан            | |
| 78°19′ пд. ш. 179°0′ зх. д. / 78.317° пд. ш. 179.000° зх. д. | Антарктида                 | Проходить через Територію Росса (претендує Нова Зеландія) |